# Deportazione dei tatari di Crimea

Simbolo dell'anniversario della deportazione dei tatari di Crimea

La deportazione dei tatari di Crimea (in lingua tatara di Crimea: qırım tatarları sörgene) fu organizzata per ordine di Iosif Stalin nel 1944 verso la RSS Uzbeka come punizione collettiva per il presunto collaborazionismo con il regime nazista della Reichskommissariat Ukraine tra il 1942 e il 1943. 
La deportazione ebbe inizio il 18 maggio 1944 in tutte le località abitate dai crimeani. Più di 32.000 truppe della NKVD parteciparono all'azione. 193.865 tatari crimeani furono deportati, 151.136 dei quali verso la RSS Uzbeka, 8.597 verso la RSSA dei Mari, 4.286 verso la RSS Kazaka e i rimanenti 29,846 in diversi oblast' della RSSF Russa.

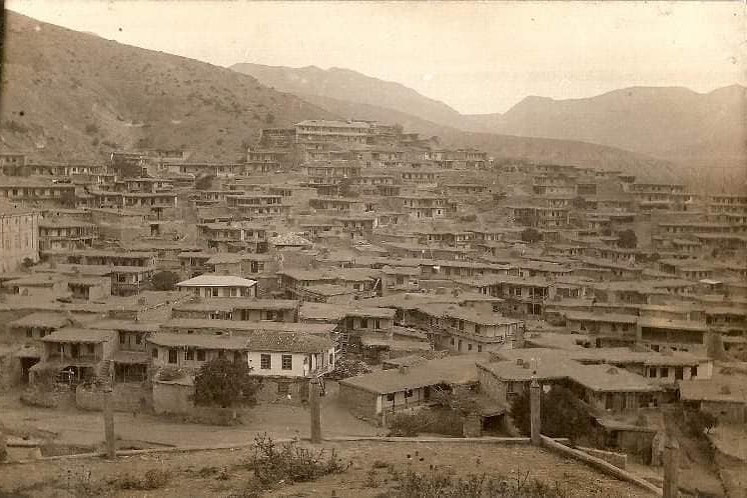
Il villaggio tataro di Üsküt, presso Alushta, in Crimea, ormai vuoto dopo la completa deportazione dei suoi abitanti (1945).

Dal maggio al novembre 10.105 tartari crimeani morirono di fame in Uzbekistan (il 7% dei deportati nella RSS Uzbeka). Circa 30.000 (il 20%) morirono in esilio nel primo anno e mezzo, secondo i dati del NKVD, mentre questa cifra salirebbe al 46% secondo attivisti tatari crimeani.
A nessuno fu permesso di tornare fino al 1989, quando il leader sovietico Michail Gorbačëv riconobbe i tatari di Crimea come un popolo represso che fu deportato illegalmente. Fino a quel momento la Crimea per mezzo secolo ha fatto parte dell'Ucraina. I tartari iniziarono a tornare in Crimea dopo la proclamazione dell’indipendenza dell’Ucraina nel 1991. Le migliaia di persone scoprirono che la loro patria era stata completamente ripopolata dai russi. Tuttavia, si sono impegnati a ricostruire e rilanciare l'eredità tatara della Crimea ed hanno istituito il loro organo politico, il Mejlis. Il Mejlis era come una sorta di ambasciata per i tatari, nonché un organismo che ha lavorato per ripristinare i diritti e l'autodeterminazione dei tatari di Crimea.
Gli attivisti crimeani chiedono il riconoscimento della deportazione come genocidio.
La cantante ucraina Jamala ha composto un brano dedicato a quanto accaduto, intitolato 1944. Si è esibita con questo brano all'Eurovision Song Contest 2016, vincendolo.
Dal 2015 al 2024, la Rada dell'Ucraina, il Saeima della Lettonia, il Seimas della Lituania, il Parlamento del Canada e il Sejm della Polonia hanno riconosciuto le deportazioni dei tatari di Crimea nel 1944 come un atto di genocidio.